# Сказка как сказка…
«Сказка как сказка…» — советский цветной художественный музыкальный фильм режиссёра Олега Биймы, снятый на студии «Укртелефильм» в 1978 году.

## Сюжет

Кадр из фильма

Музыкальная сказка про Принцессу, которая в день своего 16-летия получает от Доброй феи особенный подарок. При этом Злая фея решает этому во что бы то ни стало помешать.

## В ролях

### В главных ролях
- Надежда Смирнова — Принцесса
- Андрей Градов — музыкант
- Нина Ильина — Добрая фея
- Галина Логинова — Злая фея
- Сергей Свечников — рассказчик

### В ролях
- Евгений Мартынов — Жених-певец-романтик
- Надежда Чепрага - камео
- Василий Подберёзкин — жених-танцор
- Андрей Подубинский — исполнитель танго «Локоны любви»
- Евгений Паперный — Жених-франт
- Виктор Панченко — танцор
- Александр Толстых
- Олег Комаров
- Надежда Чепрага
- Вокально-инструментальные ансамбли:
  - «Мальвы»
  - «Виктория»
  - «Кобза»
- Солисты балета Киевского театра оперы и балета имени Т. Шевченко, Киевского театра музыкальной комедии, театра «Радуга»

## Съёмочная группа
- Музыка Владимира Быстрякова
- Тексты песен Андрея Дмитрука
- Балетмейстер — Василий Подберёзкин
- Пантомима В. Мишнёва
- В фильме прозвучали произведения: Жака Бреля, Ростислава Бабича, Евгения Дога, Семёна Заславского, Евгения Мартынова, Б. Павловского, Т. Собко, В. Степанского, Александр Яворика
  - На стихи поэтов: Якова Гальперина, Н. Драгомирецкого, В. Кудрявцева, Ильи Резника
- Эстрадно-симфонический оркестр Украинского телевидения и радио

дирижёр — Ростислав Бабич
- Автор сценария — С. Светличная
- Режиссёр — Олег Бийма
- Оператор — Александр Мазепа
- Художник — Виктор Козяревич
- Художник по костюмам — И. Таранова
- Художник-гримёр — Н. Решетило
- Гримёр — Л. Гриценко
- Звукорежиссёр — Г. Чупаков
- Монтаж — А. Гузик
- Редактор — О. Васильев
- Директор фильма — Б. Гулян